# Olderdalen
Olderdalen is een plaats in de Noorse gemeente Kåfjord, provincie Troms. Olderdalen telt 306 inwoners (2007) en heeft een oppervlakte van 0,55 km².
Vanuit Olderdalen vaart een veerdienst naar Lyngen aan de overkant van de Lyngenfjord, die daar 747 meter diep is.